# Lambartus Grevijlink

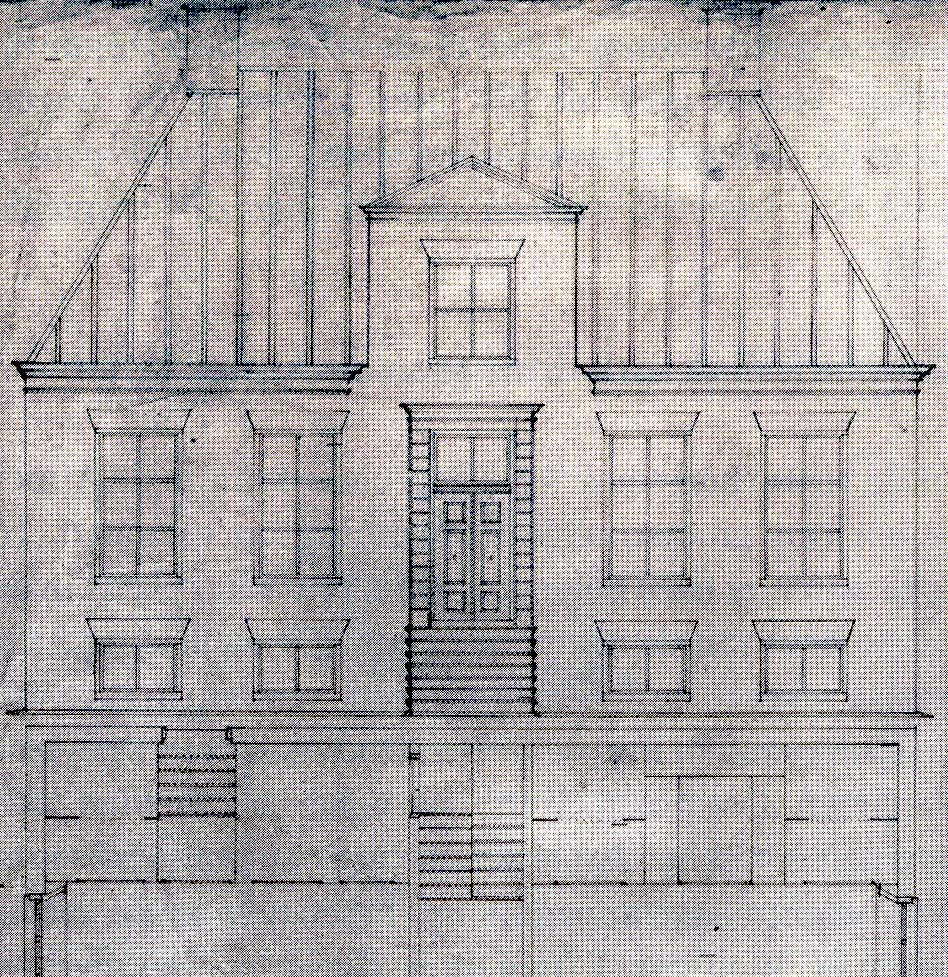
Bouwtekening van het Grevlijlinkhuis in Annerveenschekanaal (omstreeks 1785)

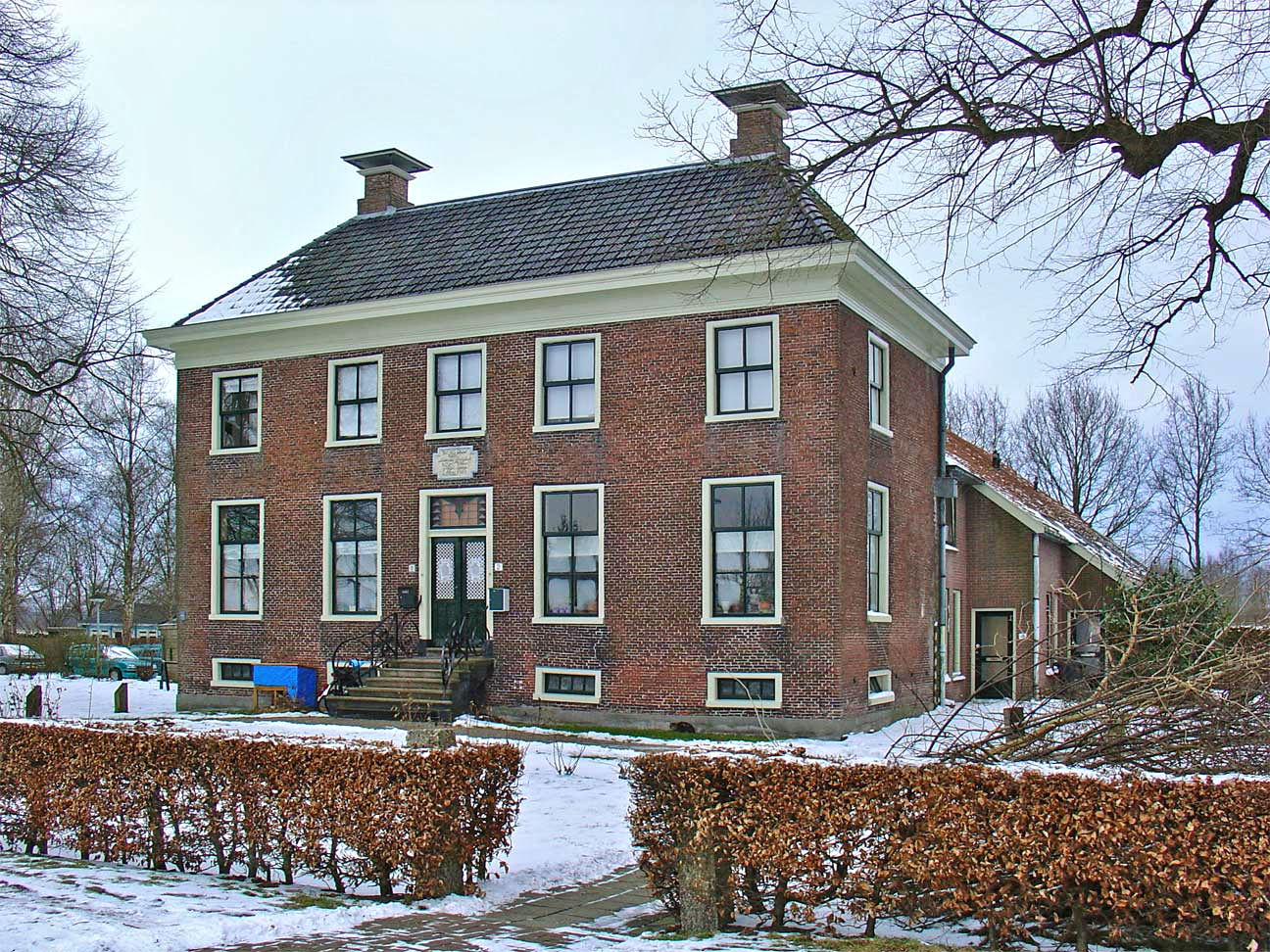
Het Grevlijlinkhuis in Annerveenschekanaal anno 2010

Lambertus Grevijlink (Groningen, 19 maart 1735 - Annerveen, 29 juni 1815) was een Drentse landmeter, ingenieur en vervener.

## Leven en werk
Grevijlink werd geboren in de Schuitemakersstraat te Groningen. Hij was een zoon van de herbergier en verlaatmeester van het Spijkerboorse verlaat Willem Grevijlink en Eelje Steenhuis. Hij ontwikkelde zich van landmeter en ingenieur tot een grootschalig vervener van de veengebieden in het oosten van de provincie Drenthe. Samen met de secretaris en de ontvanger-generaal van de Landschap Drenthe Coenraad Wolter Ellents en Johannes van Lier, de schulte van Anloo, Gieten en Zuidlaren Jan Rudolf Böttichius, de schulte van de Wijk Willem Hiddingh sr. en met zijn vader Willem Grevijlink richtte hij in 1764 de Annerveensche Heerencompagnie op. Hij werd de bewindvoerder van de compagnie die de Anner- en Eextervenen eind 18e en begin 19e eeuw zou ontginnen. Hij wist te bewerkstelligen dat de gewonnen turf uit het gebied afgevoerd mocht worden over de Groninger kanalen. Daartoe werd op Drents gebied, evenwijdig aan de Semslinie, een kanaal gegraven, dat zijn naam kreeg, het Grevelingskanaal. Later ontwikkelde zich langs dit kanaal het lintdorp Annerveenschekanaal.

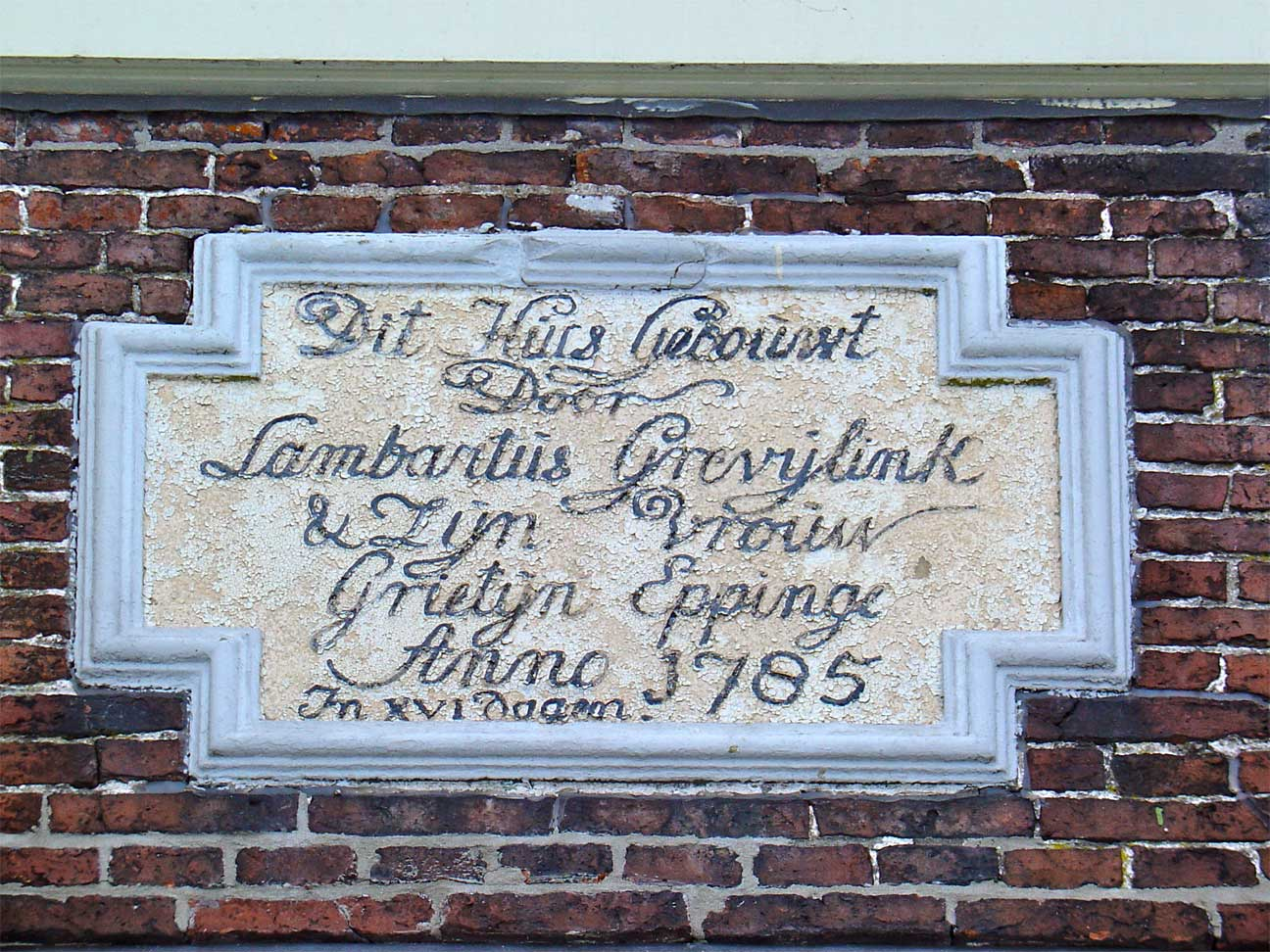
Gevelsteen van het Grevlijlinkhuis

Samen met zijn vrouw liet hij er in 1785 een herenhuis bouwen, het Grevylinkhuis (ook Grevelinkshuis). Het huis zou volgens de tekst op de gevelsteen in 16 dagen zijn gebouwd. In 1790 richtte hij samen met onder meer de scheepstimmerman uit Annerveenschekanaal Otte Jans Bok en de schulte van Roden Jan Wilmsonn Kymmell de Oostermoersche Scheepscompagnie op. De compagnie zorgde voor de financiering van de scheepsbouw in het Oostermoerse veengebied. In 1795 werd hij benoemd tot gecommitteerde representant van het de Landschap Drenthe.
Grevijlink trouwde op 9 augustus 1772 te Havelte Grietje Eppinge, afkomstig uit Overcinge nabij Havelte, dochter van Roelof Epping en Grietje Berends Woldegge.  Grevijlink overleed twee jaar na zijn vrouw in 1815. Beiden werden begraven in de Magnuskerk van Anloo. 